# Opération Cobra
Pour les articles homonymes, voir Cobra (homonymie).
Seconde Guerre mondiale
Batailles
Opérations de débarquement (Neptune)
- Tonga (Deadstick, Batterie de Merville)
- Albany (Chicago, Manoir de Brécourt)
- Boston (Detroit)
- Utah Beach
- Omaha Beach (Pointe du Hoc)
- Gold Beach
- Juno Beach
- Sword Beach

Secteur anglo-canadien
- Caen
- Authie
- Perch (Villers-Bocage)
- Putot
- Bretteville-l'Orgueilleuse
- Norrey
- Mesnil-Patry
- Martlet
- Epsom
- Windsor
- Charnwood
- Jupiter
- Atlantic
- Goodwood
- Crête de Verrières
- Spring
- Bluecoat
- Totalize
- Tractable

Secteur américain
- Carentan
- Cotentin
- Cherbourg (Bombardement)
- Bataille des Haies (Elle, Saint-Lô, La Haye-du-Puits)
- Cobra
- Mortain

Fin de la bataille de Normandie et libération de l'Ouest
- Rennes
- Saint-Malo
- Brest
- Poche de Falaise
- Chambois
- Paris

Mémoire et commémorations
- Cimetières militaires de la bataille de Normandie
- Commémorations du 70e anniversaire
- Projet UNESCO de classement des plages

L’opération Cobra est le nom de code de l'offensive américaine menée fin juillet 1944 dans le Cotentin pendant la bataille de Normandie afin de s'ouvrir la route de la Bretagne, et d'enfoncer les lignes de défense allemandes.
La réussite de cette opération, suivie de la percée d'Avranches, puis le contournement des lignes allemandes, en fait le tournant majeur de l'offensive alliée en Normandie.

## Contexte
Près d’un mois et demi après le débarquement du 6 juin, les Américains ont peine à avancer dans le bocage normand avec des pertes importantes pour un minimum de gains. Des centaines de milliers d'hommes commencent à saturer l'espace de la tête de pont. Il leur est impossible de lancer leurs chars à travers des champs barrés par de hautes haies et les chemins creux qui masquent des canons antichars allemands.
Le terrain est favorable aux actions défensives basées sur l'embuscade et le coup de main, dont les Allemands savent habilement tirer parti. Ils utilisent de façon judicieuse les haies, les chemins creux, les zones marécageuses : ils disposent aussi d'un armement adapté au combat rapproché ; plusieurs lignes de défense prennent appui sur les épaisses haies et brisent invariablement les attaques successives des forces américaines. Quelques haies prises à l'ennemi constituent une progression spectaculaire pour une journée de combat. Les pertes du côté des Américains  sont très lourdes.
La progression américaine, entre La Haye-du-Puits et Lessay, est couteuse, 1 000 soldats sont mis hors de combat pour chaque km gagnéet la seule capture du mont Castre occasionne 5 000 pertes. Sur la commune de Montgardon, près de La Haye-du-Puits, trois mètres conquis coûtent un homme à la 79e division d'infanterie américaine. Les soldats sont épuisés, d'autant que pendant cette fin du mois de juillet des pluies continuelles finissent par user les troupes et retardent toute offensive.
Monter une attaque massive pour permettre à l'armée américaine de faire irruption plus au sud s'impose. Dans une région ouverte, elle serait à même d'exploiter pleinement sa grande mobilité et sa supériorité numérique.

## Les forces allemandes

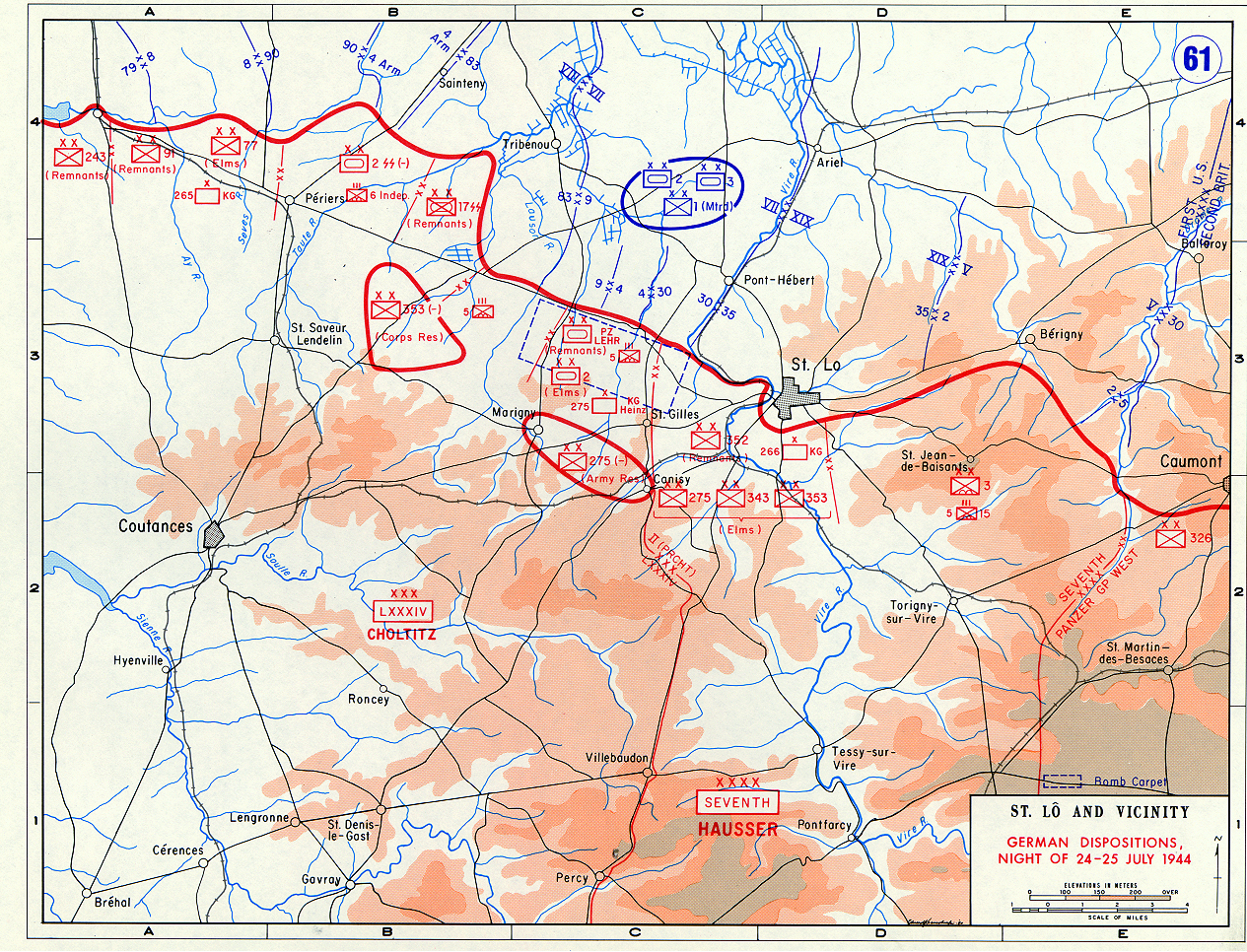
Le dispositif tactique de la 7e armée allemande entre Périers et Caumont. La division blindée Lehr (symbolisée par le rectangle PZ LEHR surmonté de deux XX) est positionnée au sud de la route Périers-Saint-Lô à 10 km à l'ouest de Saint-Lô.

Ce sont des unités usées par des semaines de combat. Les renforts arrivent au compte-goutte. Un total de 8 000 hommes et d'une cinquantaine de chars devront s'opposer à la percée américaine. La Panzer Lehr, présente sur le front, a beaucoup souffert des derniers combats. La 2e Panzerdivision SS (Das Reich), la 17e Panzergrenadier SS, la 5e Fallschirmjäger-Division, bien qu'amoindries, constituent encore une menace sérieuse.

## Les forces américaines
C'est au VIIe corps, commandé par le général Lawton Collins, qu'est dévolue la mission de percer le front allemand. Six divisions dont deux blindées sont massées sur un front de huit kilomètres. 

La 9e division d'infanterie et la 30e division d'infanterie doivent s'engager dans la brèche créée par un bombardement intense, suivies par la 1re division d'infanterie. Les deux divisions blindées doivent s'y engouffrer pour se ruer sur les arrières des Allemands.
À l'ouest, le VIIIe corps commandé par le Lieutenant-Genéral Troy Middleton sert de force d'exploitation, pour exploiter la percée le long de la côte vers le Sud et au-delà la Bretagne.

### Patton et ses rhinocéros
George Patton est arrivé avec la IIIe armée américaine dans le Cotentin (pour l'anecdote, il connaît la région d'Avranches car son voyage de noces l'avait conduit au Mont-Saint-Michel). Pour s'affranchir des obstacles formés par les haies, ses chars sont désormais équipés du dispositif « hedgecutter » que vient d'imaginer le sergent Curtis G. Culin : les blindés défoncent et traversent les haies avec une facilité qui en fait des obstacles dérisoires. Les chars ainsi équipés sont surnommés « rhinocéros ».

## La percée
Le général Omar Bradley, commandant de la 1re armée, la conçoit ainsi : un bombardement aérien de saturation (tactique du « tapis de bombes ») sur un périmètre restreint doit annihiler toute défense et créer la brèche dans laquelle devraient s'engouffrer ses unités. Son choix s'est porté sur un quadrilatère entre les villages de La Chapelle-Enjuger et Hébécrevon , à quelques kilomètres au sud de la grande route joignant Saint-Lô à Périers.
Début juillet 1944, les Britanniques lancèrent l'opération Goodwood, une opération blindée à l'est du front, visant à dégager la ville de Caen. Les meilleures troupes allemandes restent devant les Anglo-Canadiens. La répartition des forces allemandes sur le front est déséquilibrée : 600 chars devant les Anglo-Canadiens contre 110 devant les Américains.
Décidé initialement pour le 20 juillet, le bombardement est repoussé de quelques jours pour cause de mauvais temps. Une première tentative, le lundi 24 juillet, tourne au désastre à cause d'une tragique erreur dans les communications. De nombreux avions alliés bombardent une partie des premières lignes américaines, tuant 25 soldats américains et blessant 131 hommes. « Certaines unités américaines, folles de rage, ouvrirent le feu sur leur propre aviation ».

### Le mardi 25 juillet
Le lendemain, 25 juillet, à partir de 9 h 40 et durant une heure, 1 500 B-17 et B-24 labourent leurs cibles, appuyés de 1 000 autres bombardiers moyens et chasseurs-bombardiers : le plus grand bombardement en tapis de bombe de la Seconde Guerre mondiale est en cours, 4 000 tonnes de bombes sont larguées ce jour-là, 60 000 bombes pour 12 km2 de bocage, soit 5 000 bombes incendiaires au km2. Le pilonnage de la zone se poursuit au moyen de 1 100 pièces d'artillerie, transformant le bocage en paysage lunaire. La commune de La Chapelle-Enjuger est rayée de la carte. Le front américain a été secrètement reculé de plusieurs kilomètres afin de ne pas risquer de  faire des victimes une seconde fois. Malheureusement, la précaution est insuffisante, il y a 111 tués dans les rangs américains dont le Lieutenant général Lesley McNair — le plus haut gradé américain mort au combat sur le théâtre des opérations européen — et 490 blessés. Des hommes sont déchiquetés, des chars projetés en l'air comme des jouets, des soldats perdent la raison. Après ce désastre le général Bradley se souvient qu'Eisenhower, complètement abattu, décida de ne plus appuyer les offensives au sol par des bombardements lourds,.

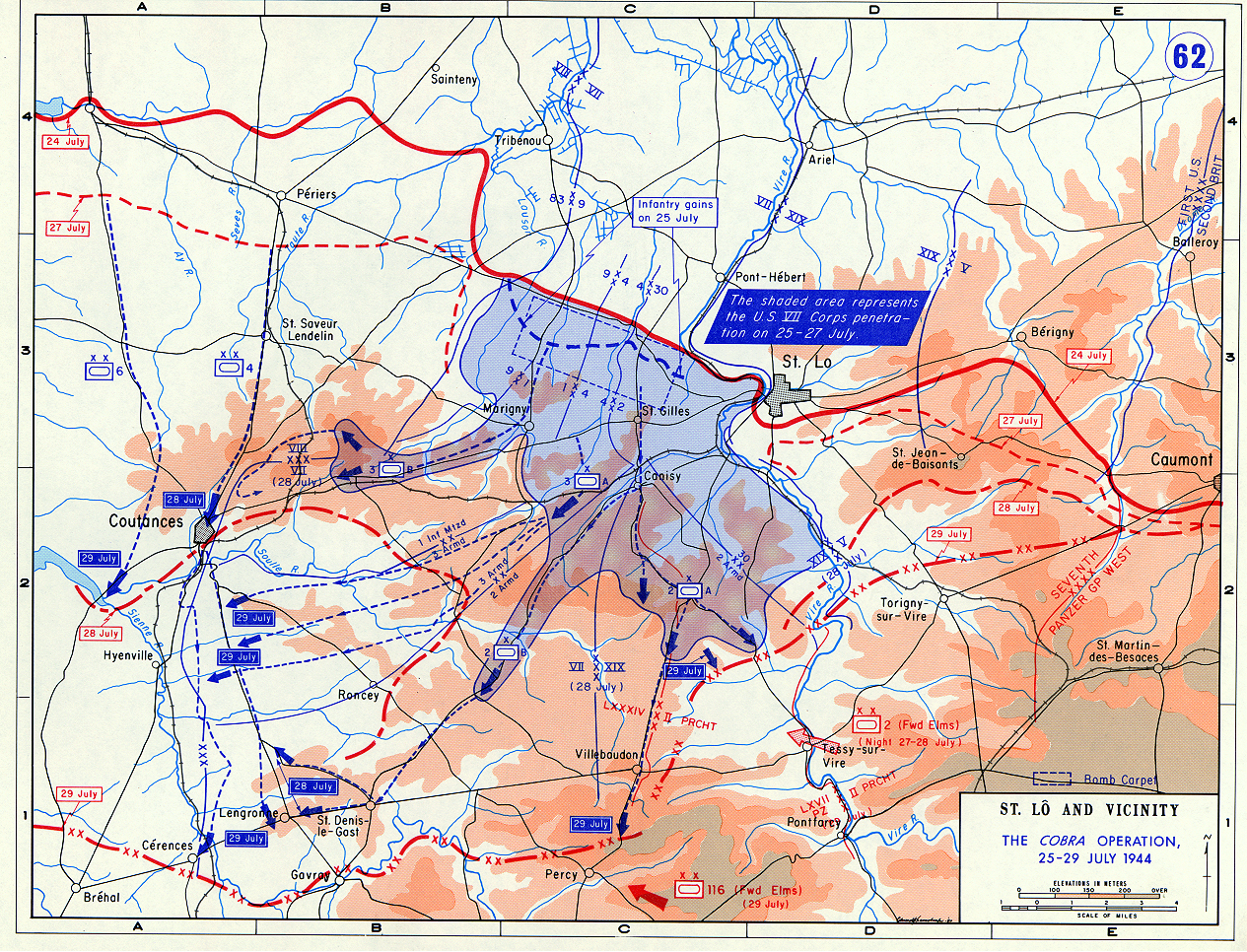
La percée réalisée à travers les positions allemandes — anéanties par le bombardement effectué par une armada de 2500 bombardiers lourds et moyens — par les trois divisions blindées du VIIe corps du 25 au 27 juillet.

En revanche, la Panzer Lehr Division du lieutenant-général Fritz Bayerlein est pulvérisée. Des chars Panther de 45 tonnes sont détruits par le souffle des déflagrations, des fantassins sont enterrés vivants dans leurs abris. En quelques heures, 1 500 hommes sont hors de combat, tués, blessés, et la plupart des chars détruits. En tant qu'unité opérationnelle, la Panzer Lehr n'existe plus. L'après-midi, les 9e et 30e divisions américaines attaquent la zone et se heurtent, malgré tout, à des petits îlots de résistance. Des groupes de combat, un canon et quelques fantassins constituent les principaux noyaux allemands de résistance.

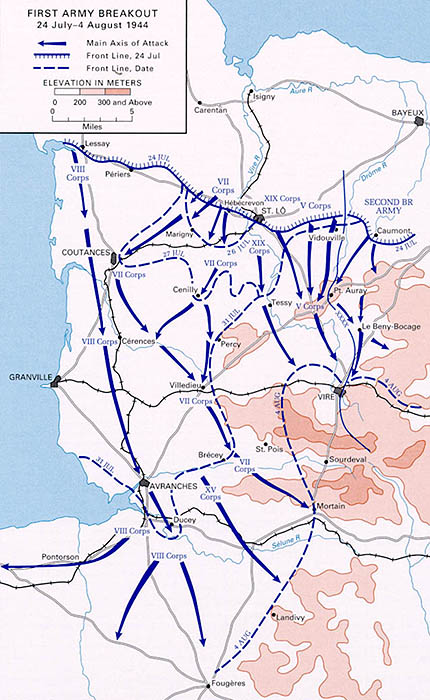
L'exploitation de la percée par les quatre corps de la 1re Armée US.

### Le mercredi 26 juillet
Dès le lendemain, les troupes américaines occupent les objectifs désignés et le général Collins lance trois colonnes de blindés dans un étroit goulot au travers du front allemand : première colonne vers Coutances, deuxième et troisième colonnes dans une mission de flanc-garde ou protection.
Entre Marigny et Saint-Gilles, les Américains s'engouffrent dans la brèche et foncent vers le sud.
Le 26 juillet, le VIIe corps américain du général Collins progresse d'une dizaine de kilomètres, enlevant Saint-Gilles puis Canisy après avoir franchi la route allant de Coutances à Saint-Lô. Devant la menace d'encerclement qui se précise, les Allemands décrochent dans la nuit du 27 au 28 juillet 1944. Vingt mille hommes du 84e corps échappent à l'encerclement.

### Le vendredi 28 juillet
Les divisions blindées américaines déferlent irrémédiablement vers le sud et l'ouest. Lessay et Périers sont enlevées dans la journée. Coutances est libérée le 28 par la 4e division blindée américaine du VIIIe corps commandée par le général Wood. Cette avance foudroyante a encerclé des éléments en retraite du 84e corps allemand autour de la localité de Roncey. Des éléments de diverses unités, malgré une tentative de percée des lignes américaines, sont capturés, désarmés et le plus souvent laissés sur place, faute de temps pour les conduire vers un camp. Ces unités laisseront derrière elle d'énormes quantités de matériels : pièces d'artillerie, canons automoteurs, camions, etc. Von Choltitz, commandant du 84e corps allemand, tente vainement de reconstituer de nouvelles lignes de défense, devenues caduques avant même d'avoir pu être édifiées. Rien désormais ne peut stopper les Américains.

### Le dimanche 30 juillet
Le 30 juillet, la 6e division blindée américaine du général Grow traverse Bréhal et Granville sans s'arrêter. Le soir même, Wood, fonçant toujours en pointe, s'empare d'Avranches. Dès le lendemain, il réussit à prendre intact le pont de Pontaubault, sur la Sélune, voie de passage du plus haut intérêt stratégique vers la Bretagne qu'envahit le VIIIe corps d'armée américain du général Troy Middleton.
À Servon, dans la rue principale (18, D107), on peut encore voir en 2022 sur la porte d'une grange l'inscription tracée au pinceau « This town off, limits for all troops »[pas clair].
La suite se déroule très vite vers la Bretagne.
Vers l'est, c'est plus difficile et le QG de la 1re division d'infanterie restera fixé à Brécey jusqu'au 13 à cause de la bataille de Mortain et de la contre-offensive allemande (opération Lüttig). Celle-ci se transforme en piège pour les Allemands lorsque se referme la poche de Falaise.
L'offensive détruit l'effectif de huit divisions allemandes : 28 000 hommes sont faits prisonniers en juillet 1944 dont 20 000 au cours des six premiers jours de l’opération Cobra, 12 000 hommes sont tués. Cependant, de 15 000 à 20 000 hommes réussissent à se replier au sud-est de la Sienne. En moins d'une semaine, les troupes de Bradley ont réalisé une percée de 60 kilomètres.

### Du lundi 31 juillet au lundi 14 août

Le tempo. L'exploitation dans la foulée de la percée d'Avranches.
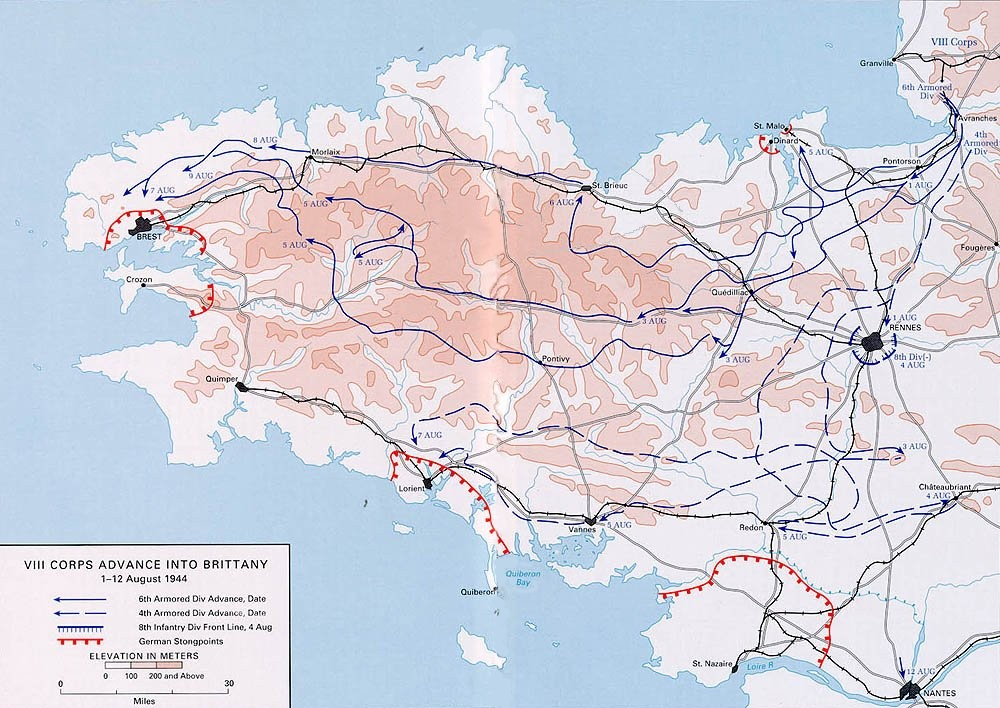
La conquête de la Bretagne par la 3e armée de Patton. Brest est atteinte le dimanche 7 août
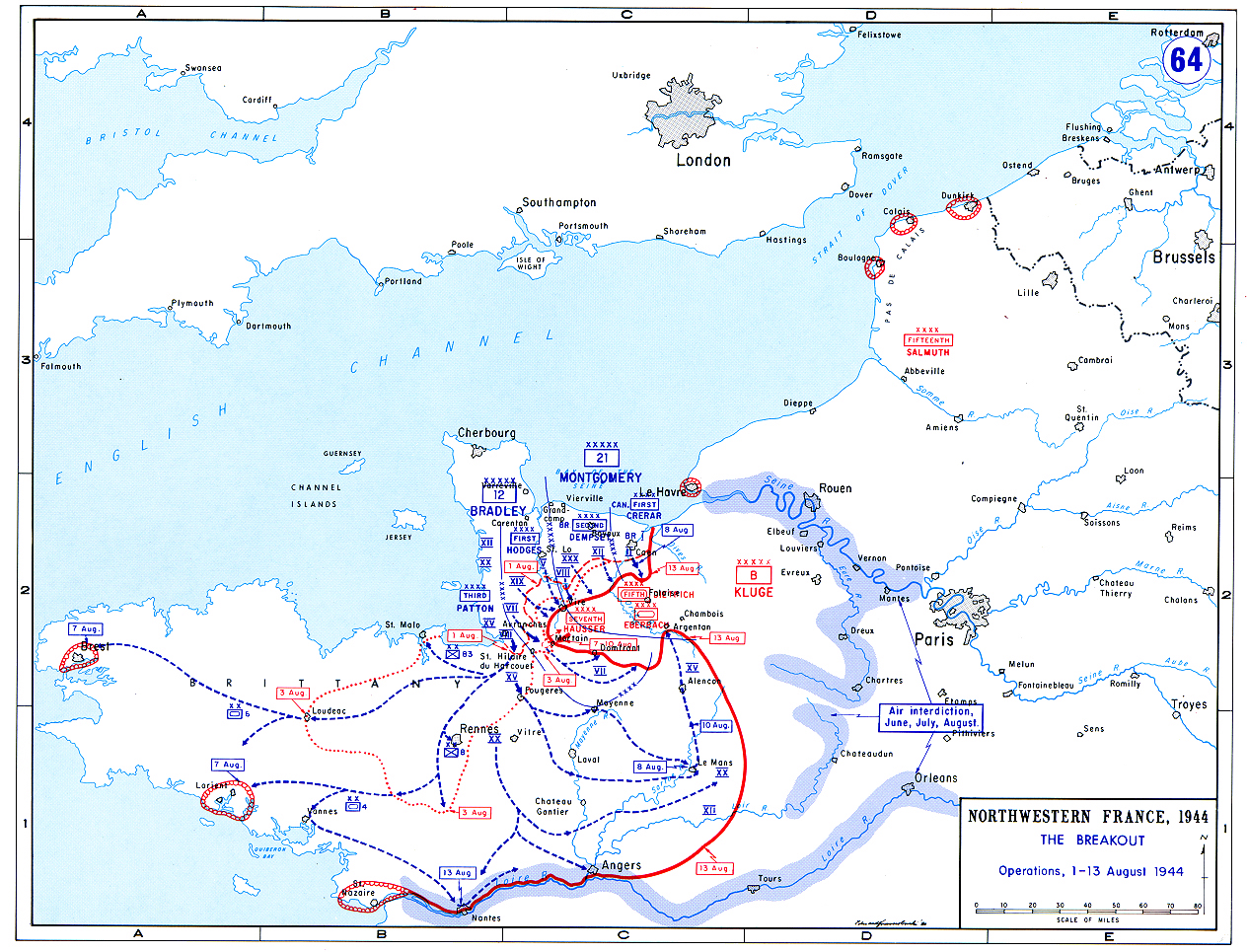
Patton se tourne vers l'Est et entame l'encerclement des deux armées allemandes dans la poche de Mortain. Le 25 août, ce sera Paris.

En six jours, la bataille vient brutalement de changer de visage. La rupture est faite et la guerre d'usure cède alors la place à une guerre de mouvement.

Le champ de bataille et le matériel (niveau technique)
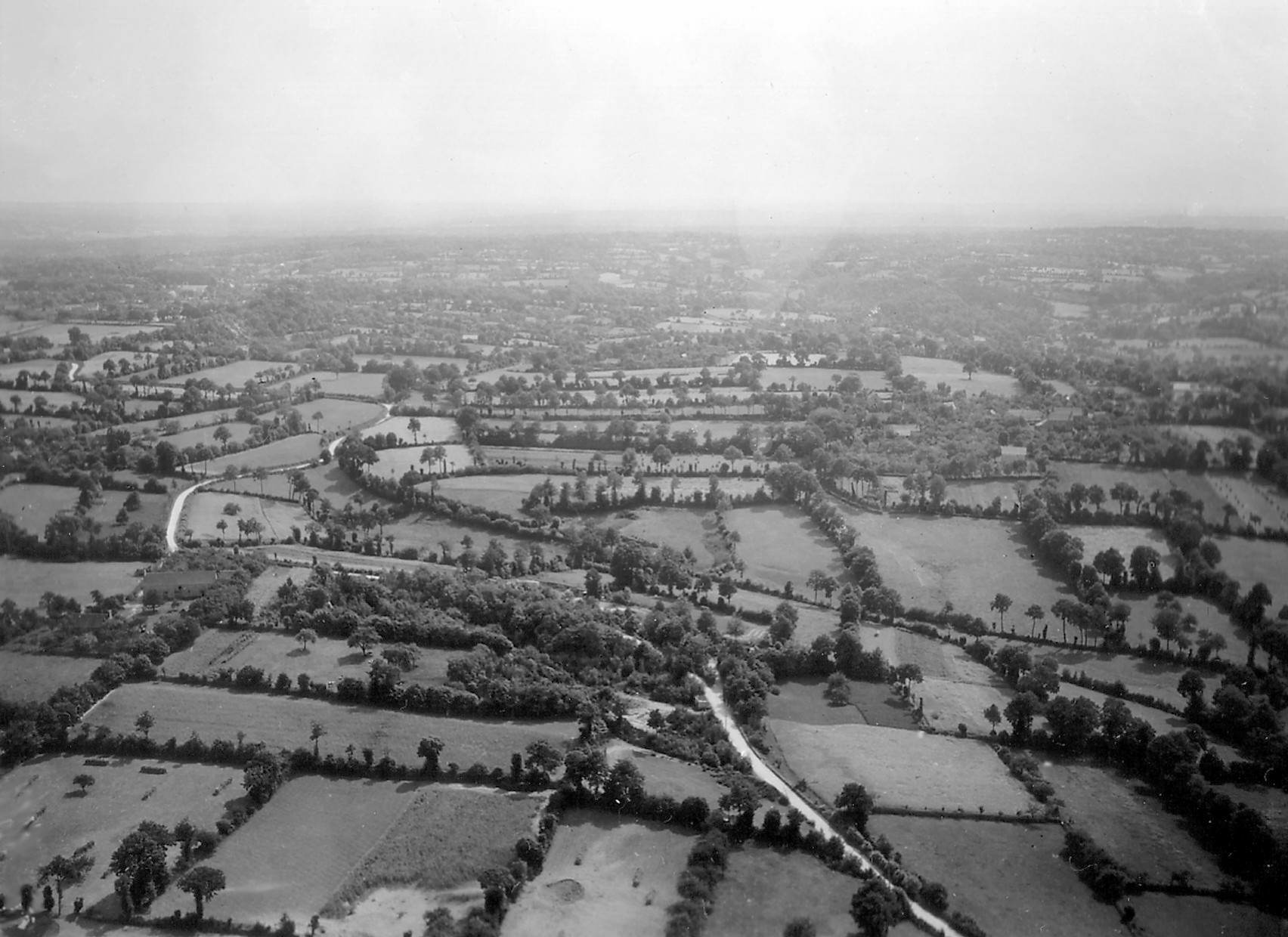
Paysage typique de bocage de la région normande.
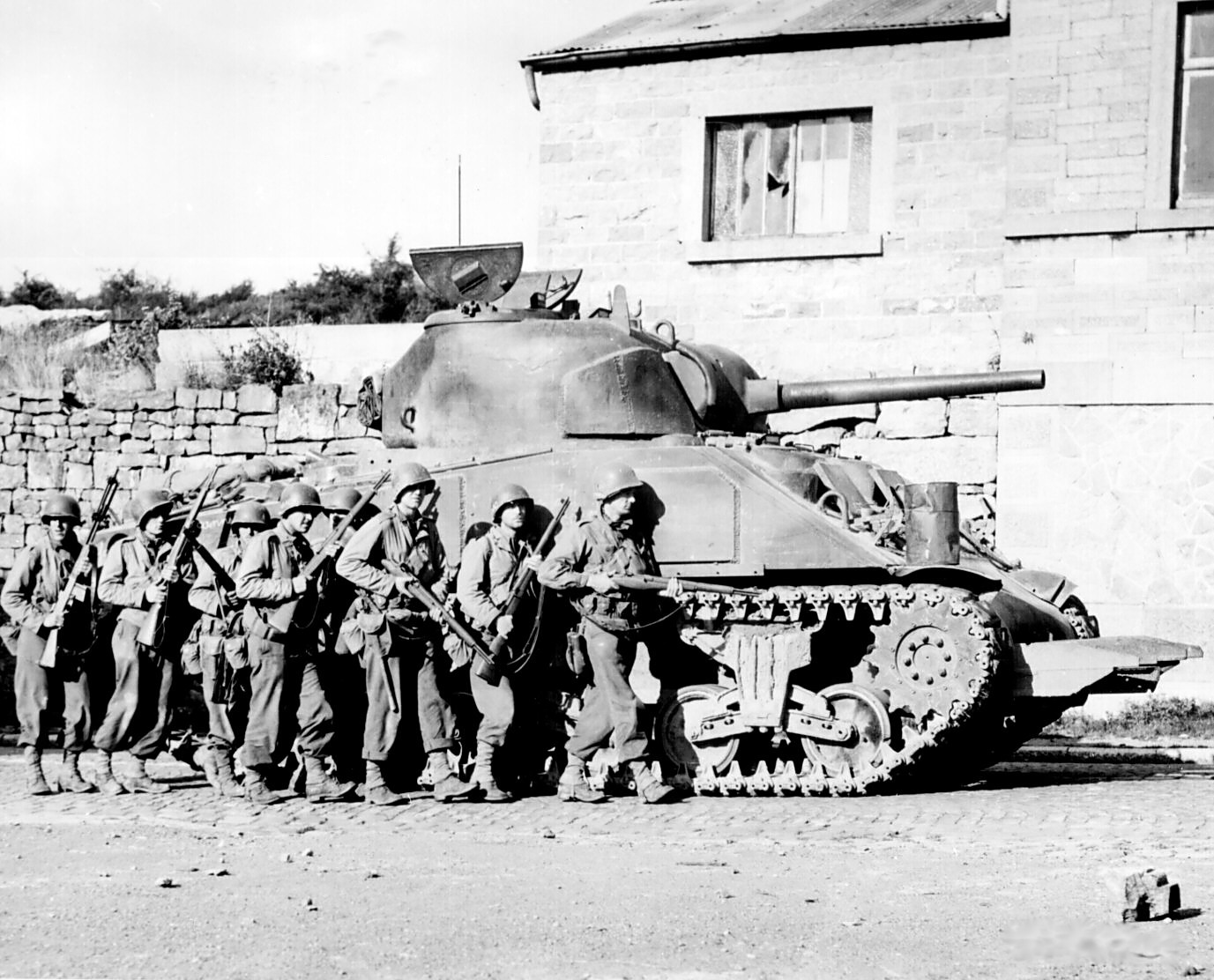
Un Sherman Rhino, équipé à l'avant d'une lame d'acier lui permettant d'éventrer les haies du bocage normand.
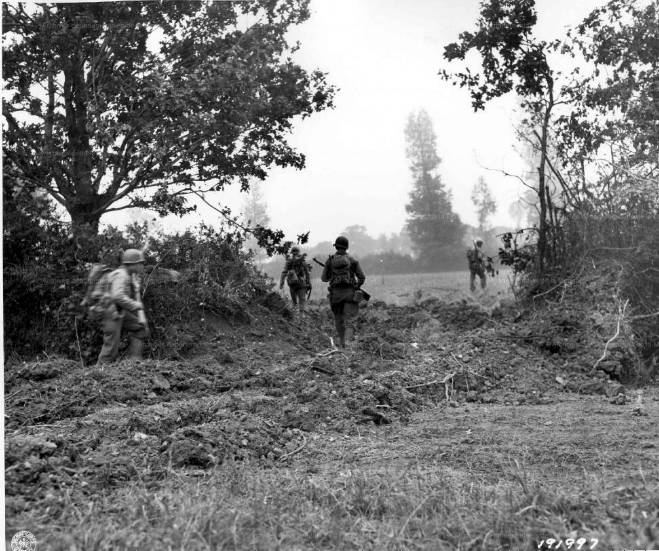
Trouée dans une haie du bocage faite par un Sherman Rhino.
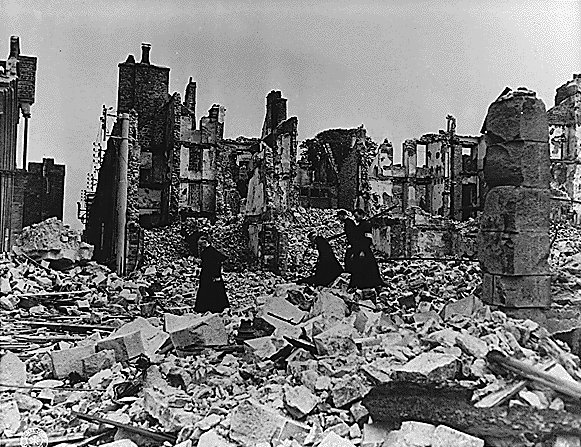
Ruines à Coutances.